# (19933) 1981 EW5
A (19933) 1981 EW5 a Naprendszer kisbolygóövében található aszteroida. Schelte J. Bus fedezte fel 1981. március 7-én.